# Xylotrechus vinnulus
Xylotrechus vinnulus là một loài bọ cánh cứng trong họ Cerambycidae.